# Weilheim in Oberbayern

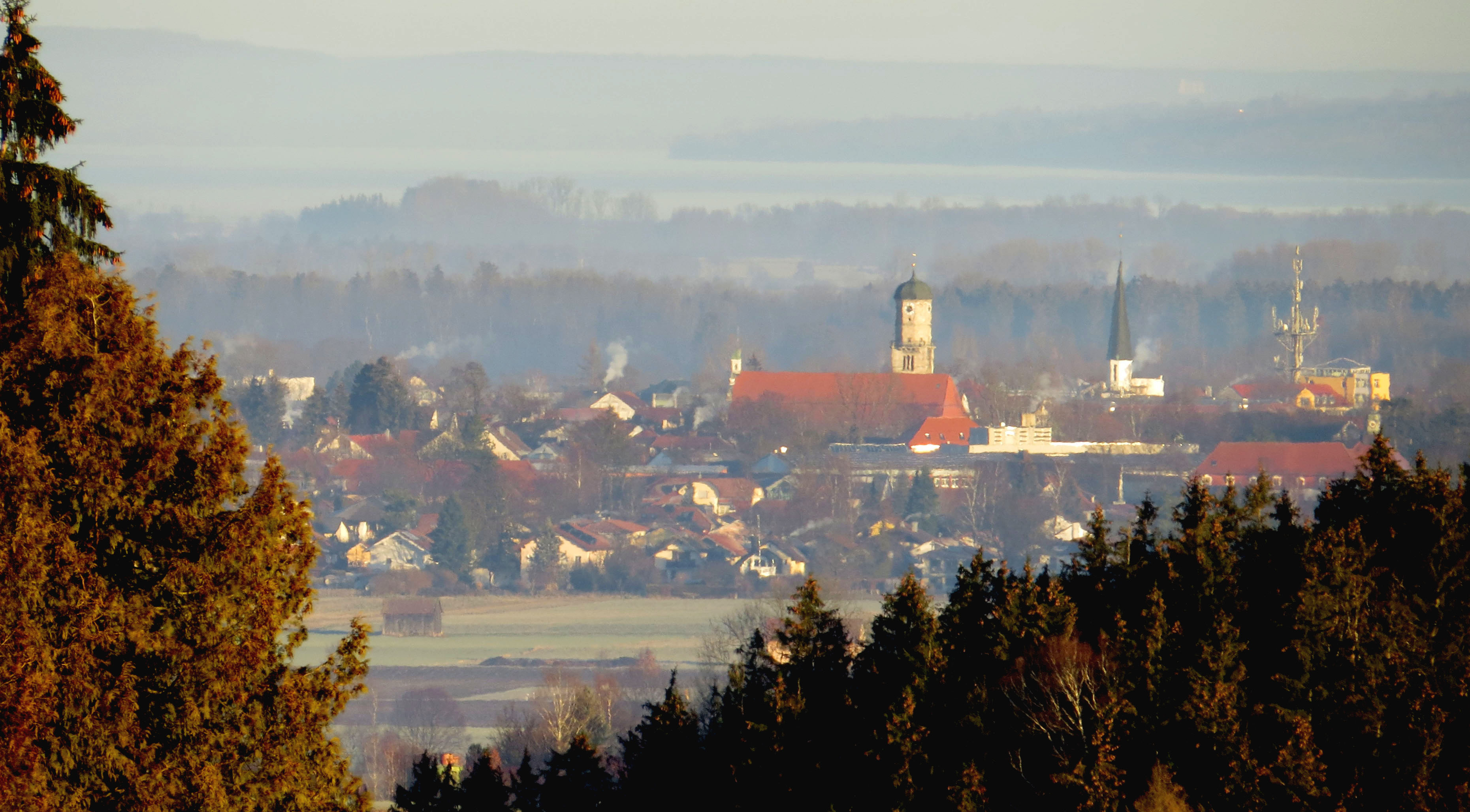
Weilheim von Süden

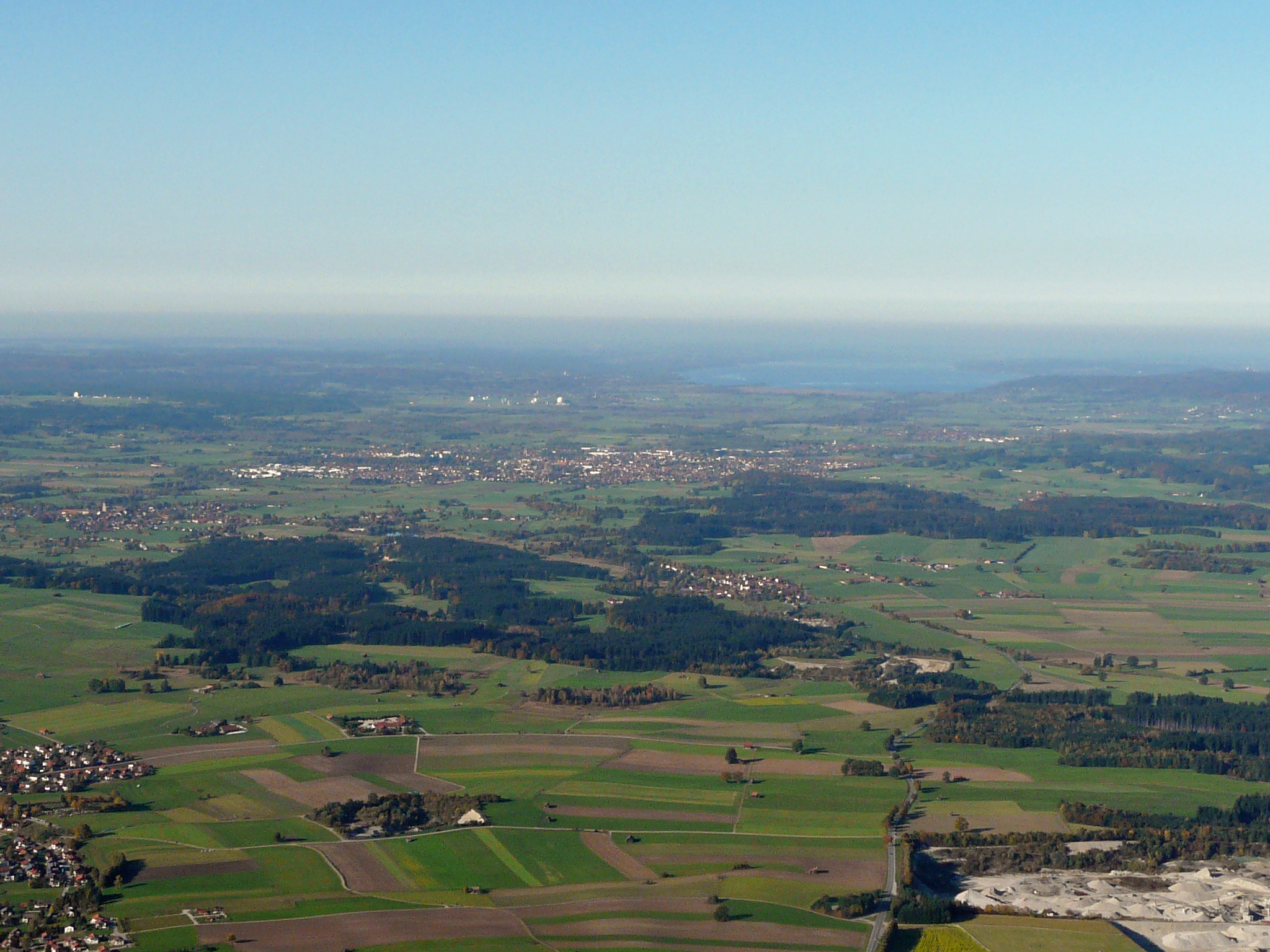
Weilheim von Süden mit Ammersee

Weilheim in Oberbayern (amtlich: Weilheim i.OB) ist die Kreisstadt des oberbayerischen Landkreises Weilheim-Schongau. Weilheim ist einer der zentralen Orte des Pfaffenwinkels im bayerischen Oberland und seit dem 1. März 2018 Oberzentrum.

## Geographie und Geomorphologie

### Geographische Lage
Die Stadt liegt eingebettet in die Landschaft des bayerischen Alpenvorlandes zwischen München im Norden und Garmisch-Partenkirchen im Süden. Durch die Stadt fließt die Ammer, ein linker Nebenlauf der Isar.
Weilheim liegt in einem Becken, das durch die mehrmaligen Vorstöße des Isar-Loisach-Gletschers in den letzten 2,6 Millionen Jahren (Quartär) aus dem Untergrund ausgeschürft wurde und auch für die Entstehung des Ammersees verantwortlich ist, welcher einst deutlich größer war und im Süden bis nach Weilheim reichte.

### Geomorphologie
Besonders der Gletschervorstoß in der Würm-Kaltzeit, welche vor 115.000 Jahren begann und vor etwa 15.000 Jahren endete hat das heutige Landschaftsbild der Region wie auch des gesamten nördlichen Alpenvorlandes stark geprägt. So ist beispielsweise das „Gögerl“ südlich von Weilheim dadurch entstanden, dass der Gletscher bei seinem Rückzug vor etwa 18.000 Jahren auf der Höhe von Weilheim einige hundert Jahre lang Schutt und Gesteine an seinen Seiten abgelagert hat (Seitenmoräne). Man nennt dies den „Weilheimer Halt“.
Das Weilheimer Moos wiederum entstand (wie auch das Murnauer Moos) durch die Sand- und Tonpartikel, die von der Ur-Ammer nach Abschmelzen des Gletschers in das ausgeschürfte, wassergefüllte Becken eingetragen wurden. Während der Ammersee durch diesen Eintrag mehr und mehr verlandete verhindern die Seetone noch heute ein Versickern des oberflächennahen Wassers und schaffen so die Grundlage für das Niedermoorgebiet Weilheimer Moos.

### Stadtgliederung

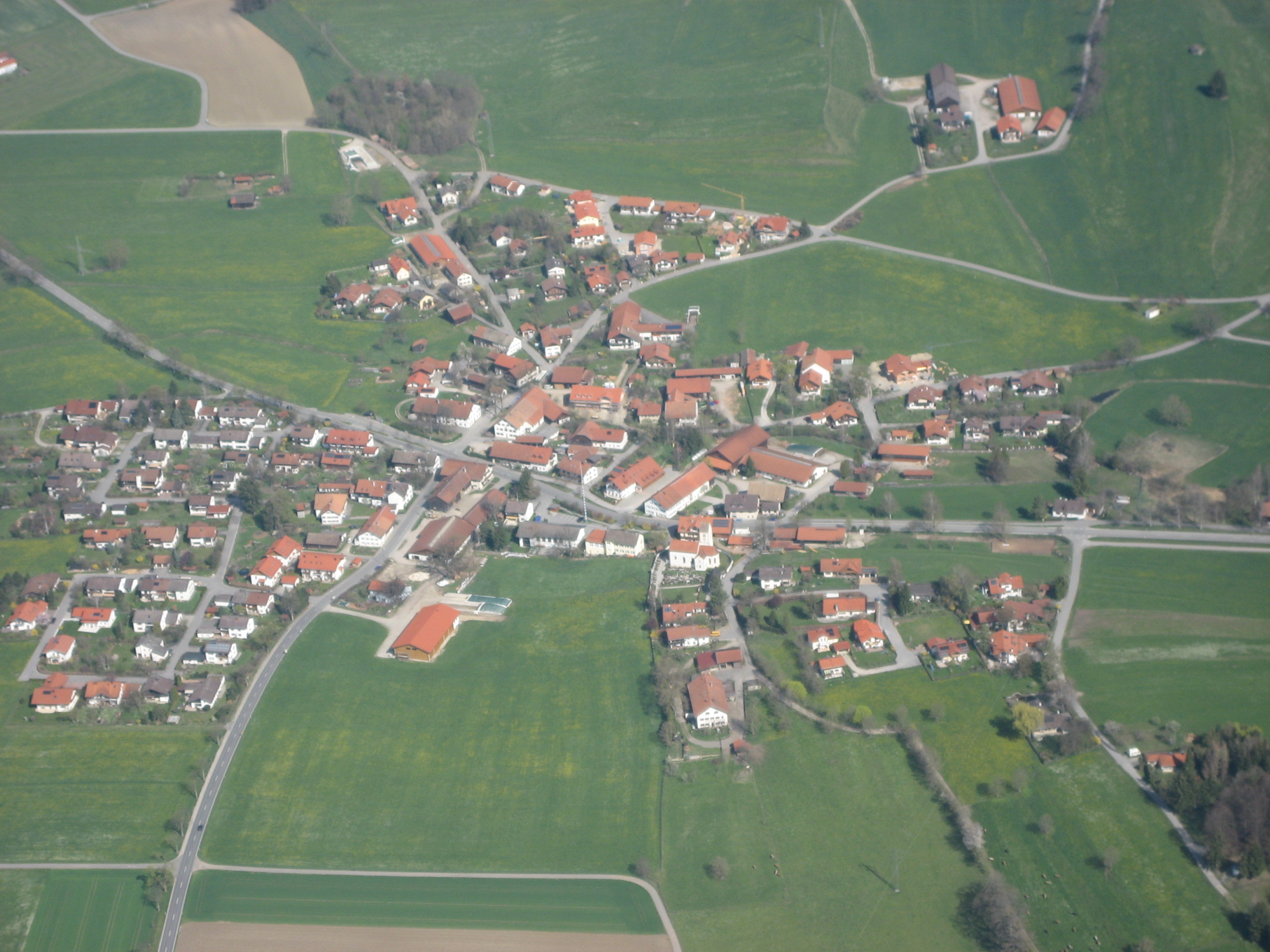
Luftbild des Gemeindeteils Marnbach

Die Gemeinde hat 16 Gemeindeteile (in Klammern ist der Siedlungstyp angegeben):
- Deutenhausen (Kirchdorf, ehem. Gemeinde)
- Dietlhofen (Einöde)
- Farchenbichl (Einöde)
- Gabler (Einöde)
- Gossenhofen (Gut, Einöde)
- Hardtwiese (Einöde)
- Hirschberg am Haarsee (Einöde mit Schloss)
- Lichtenau (Siedlung)
- Marnbach (Pfarrdorf)
- Rauchen (Einöde)
- Rothsee (Gut, Einöde)
- Tankenrain (Siedlung)
- Unterhausen (Pfarrdorf, ehem. Gemeinde)
- Waitzacker (Gut)
- Weghaus (Weiler)
- Weilheim (Hauptort)

## Geschichte

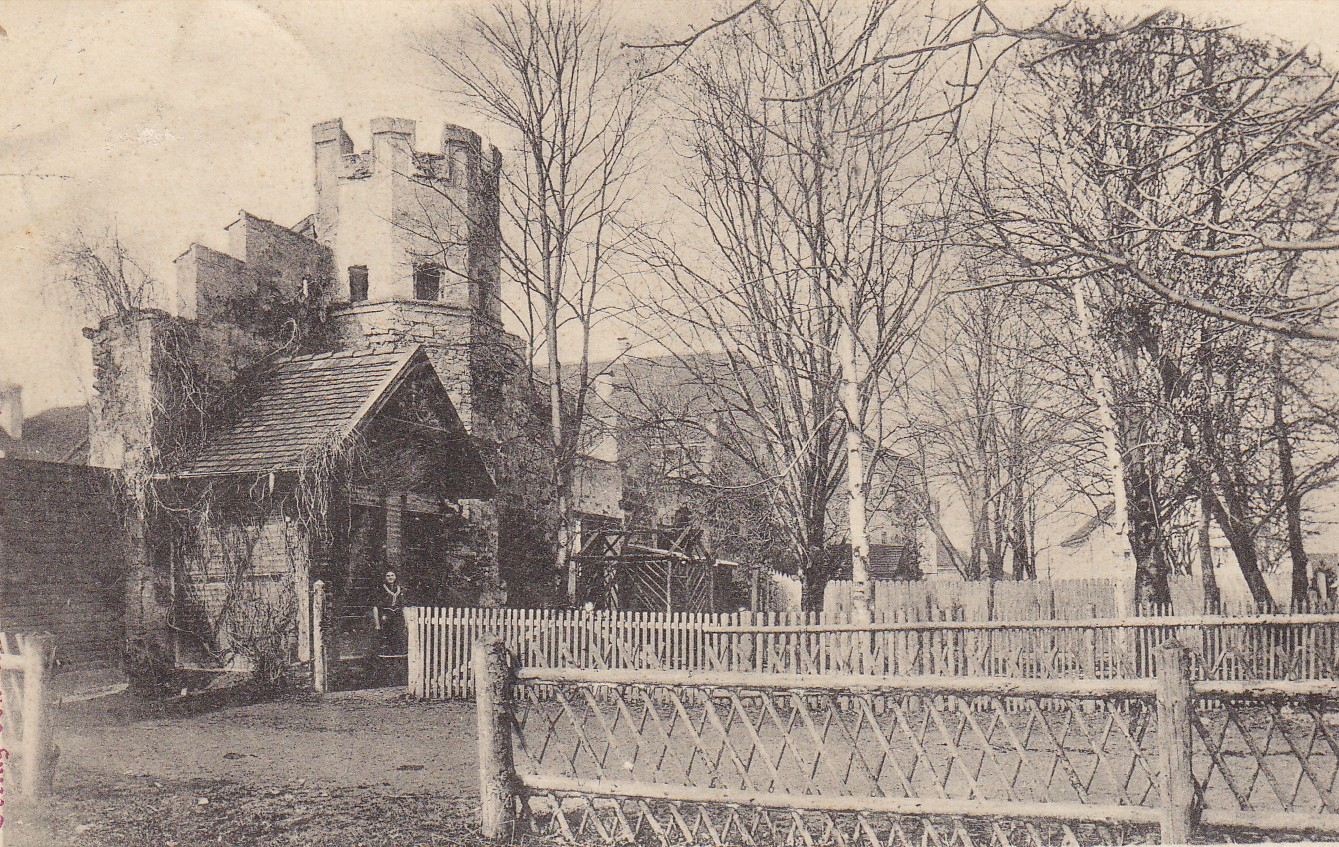
Stadtmauer bei der Vötterlgasse um 1900

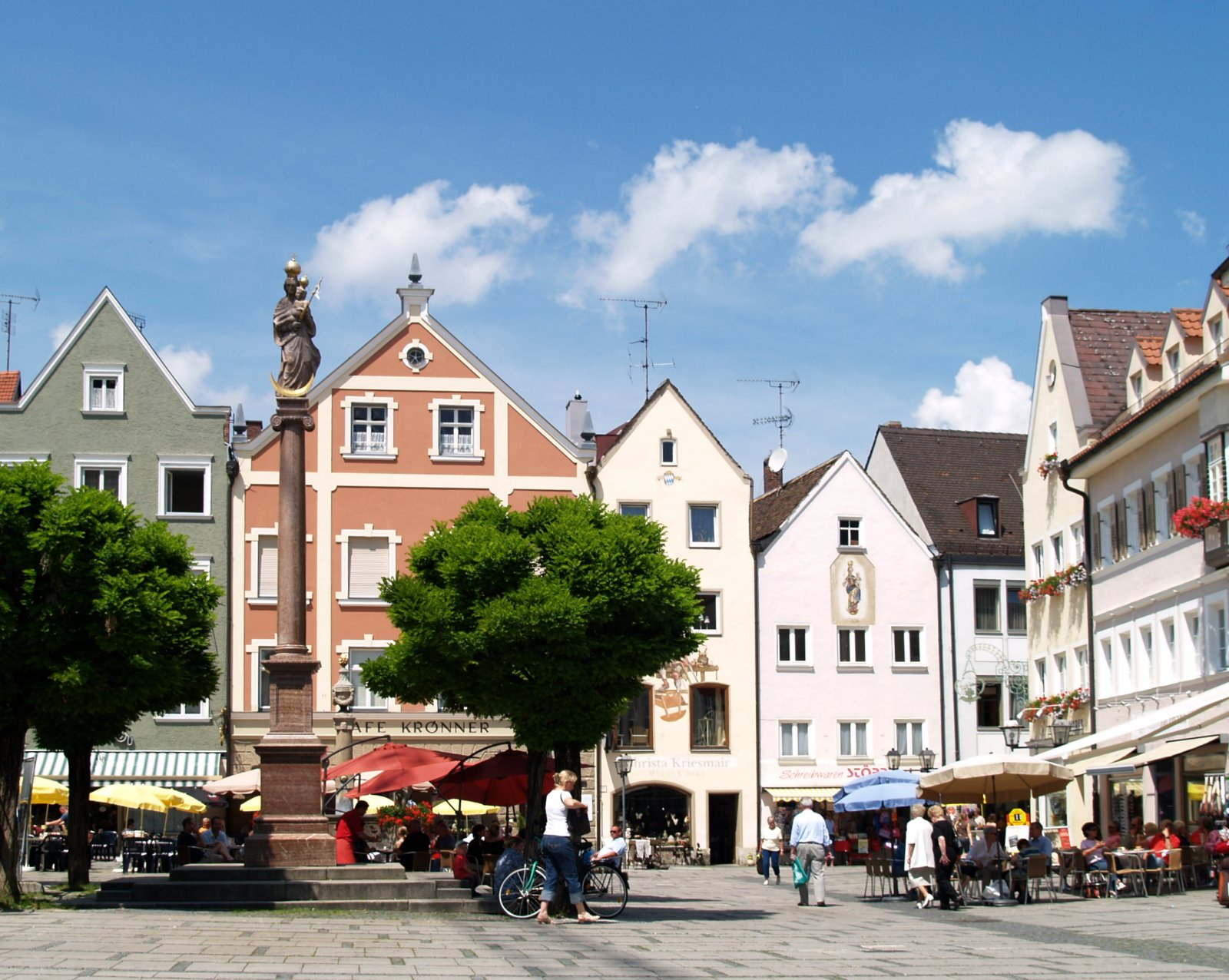
Die Fußgängerzone mit Mariensäule

### Bis zum 18. Jahrhundert
Älteste Spuren menschlicher Besiedlung stammen aus der Bronzezeit, aus der Spätrömerzeit stammen Grabfunde. Der Name Weilheim wird als Heim bei den römischen Villen (Landgüter) gedeutet. Es gibt aber mehrere weitere Theorien für den Ursprung des Ortsnamens. Das jetzige oberbayrische Gebiet gelangte unter dem Feldherrn Drusus 15 v. Chr. in römische Hand. Die Römer bauten um 200 n. Chr. die „Via Raetia“, die über den Brennerpass nach Augsburg führte. Diese Römerstraße verlief über Weilheimer Gebiet und durch die Stadt. Um 476 zogen sich die Römer zurück nach Süden und die Bajuwaren kamen in die Gegend.
Die älteste erhalten gebliebene urkundliche Erwähnung des damaligen Dorfes „Wilhain“ stammt aus einer Urkunde vom 16. April 1010 des Königs und späteren Kaiser Heinrich II., mit der er dem Kloster Polling im Jahr 1010 den Besitz eines – früher schon einmal diesem Kloster gehörenden – Gutshofes in Weilheim zuspricht. Ab etwa 1080 sind Edle zu Weilheim (Verwandt mit den Edlen von Deutenhausen) nachweisbar, sie waren Lehensmänner der Andechs-Meranier und starben um 1312 aus. Ab 1236 gab es einen Palisadenzaun als Vorläufer der Stadtmauer. Etwa im Jahr 1328 ermöglichte der Münchner Patrizier Ludwig Pütrich der Ältere durch Stiftungen die Einrichtung des Heilig-Geist-Spitals außerhalb der Stadtmauern. Nach ihm wurde ein Ehren-Preis der Stadt benannt. Im Mittelalter wurde Weilheim von mehreren schweren Bränden heimgesucht. Als 1521 in München eine Pestepidemie ausbrach, residierten die bayerischen Herzöge Wilhelm IV. und Ludwig zwischenzeitlich in Weilheim. Vom ausgehenden 16. Jahrhunderts an stand das Kunsthandwerk in Weilheim in Blüte, allen voran die Weilheimer Bildhauerschule (die bis ins 18. Jahrhundert bestand). Bekannte Vertreter aus dieser Zeit sind Georg Petel, Hans Krumpper, Hans Degler, Bartholomäus Steinle, Christof Angermair und Johann Sebastian Degler u. v. m. Im Jahre 1611 wurde ein Trifthof an der Ammer für die Holztrift eingerichtet, dort wurden Baumstämme zu Flößen verbunden um sie auf dem Wasserweg weiter bis in die Amper zu bringen. Im Jahre 1639 wurde das Franziskanerkloster St. Joseph beim Schmiedtor wegen herrschenden Priestermangels angesiedelt.

### 19. und 20. Jahrhundert
Im Rahmen der Säkularisation im Jahr 1802 wurde das Franziskanerkloster in Weilheim aufgehoben. Die vielen umliegenden bedeutenden Klöster und Stifte, wegen denen noch heute die Region als oberbayerischer Pfaffenwinkel tituliert wird, wurden enteignet und aufgelöst. Bei einer schweren Brandkatastrophe in der Oberen Stadt am 3. Mai 1810 verbrannten nach einem Blitzeinschlag 120 Häuser und zwei Personen kamen ums Leben. Den Brandgeschädigten wurde vom Königreich das Abbruchmaterial des romanischen Wessobrunner Münsters zum Wiederaufbau ihrer Häuser überlassen. Das ehemalige Franziskanerkloster brannte 1825 ab, daraufhin wurde 1826 dort ein gemeinsames Gebäude für das Heilig-Geist-Spital und ein Krankenhaus an der heutigen Münchner Straße gebaut. Das alte Spitalgebäude wurde dagegen abgebrochen, dadurch entstand der heutige Kirchplatz. Am 1. Oktober 1869 erschien die erste Tageszeitung vor Ort, das „Weilheimer Tagblatt“. Zwischen 1872 und 1874 wurden die drei Stadttore abgebrochen, zunächst 1872 das Obere Tor, 1873 das Schmied-Tor und zuletzt 1874 das Pöltner-Tor. Durch einen Luftangriff im Zweiten Weltkrieg am 19. April 1945 wurden 24 Personen getötet und der Bahnhof zerstört.

### Religionen
Mit etwa 10.750 Einwohnern war beim Zensus 2011 knapp über die Hälfte der Bevölkerung (50,9 %) römisch-katholisch. Es gab etwa 3.850 evangelische Einwohner und etwa 6.530 Personen (zirka 31 %), die konfessionslos waren oder einer anderen Glaubensgemeinschaft angehörten.

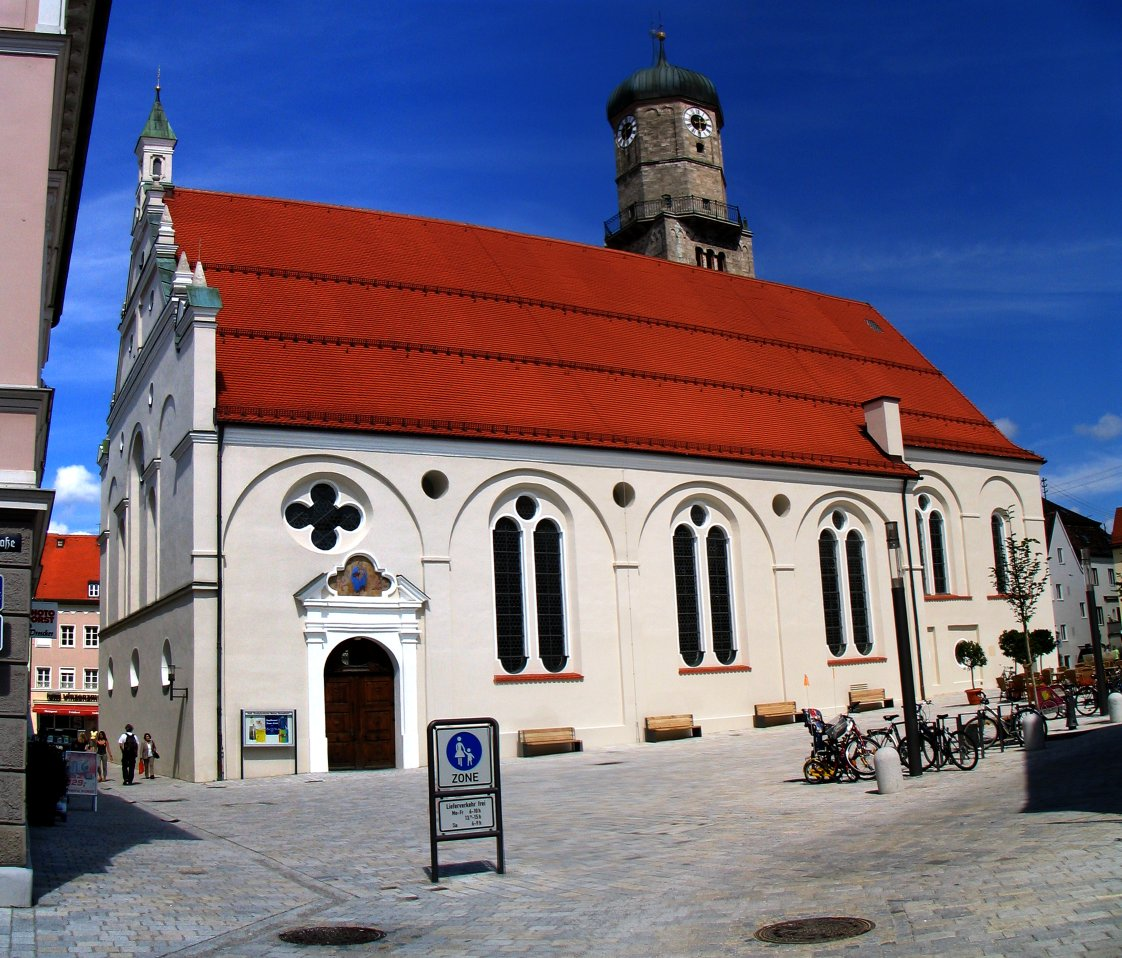
St. Mariae Himmelfahrt

 Bis zum Jahr 2022 ist vornehmlich aufgrund von Kirchenaustritten die Zahl der Katholiken in Weilheim unter die 9000er-Marke (39 % der Gesamtbevölkerung) gefallen.
Die Stadt gehört zum Bistum Augsburg in der Diözesanregion Weilheim-Oberland, Dekanat Weilheim-Schongau. Die Stadtpfarrkirchen sind Mariä Himmelfahrt und Sankt Pölten für das südliche Stadtgebiet. Außerdem gibt es noch die Heilig-Geist-Spital-Kirche und weitere kleinere Kirchen. Im Gemeindeteil Deutenhausen steht die künstlerisch wertvoll gestaltete Kirche Sankt Johannes der Täufer, in Marnbach die Pfarrkirche Sankt Michael und in Unterhausen die Pfarrkirche Mariä Heimsuchung. Alle fünf katholischen Kirchengemeinden sind als Pfarreiengemeinschaft Weilheim miteinander verbunden.
Die evangelisch-lutherische Kirche ist mit der Pfarrgemeinde Apostelkirche und dem Dekanat Weilheim vertreten. Es erstreckt sich vom Starnberger See bis zur Zugspitze. Die 1899 errichtete Apostelkirche ist in der Region für die neue Orgel bekannt. Im Jahre 2016 wurden drei neue Glocken – benannt nach den Aposteln Paulus, Petrus und Johannes – eingeweiht.
Die Freie evangelische Gemeinde Weilheim besteht seit 1993 und gehört zum Bund Freier evangelischer Gemeinden in Deutschland.

### Eingemeindungen
Im Zuge der Gebietsreform in Bayern wurden am 1. Januar 1978 die Gemeinden Deutenhausen (mit Marnbach) und Unterhausen eingegliedert.

### Einwohnerentwicklung
Zwischen 1988 und 2018 wuchs die Stadt von 17.602 auf 22.477 um 4.875 Einwohner bzw. um 27,7 %.

Einwohnerentwicklung von Weilheim von 1840 bis 2016

| Jahr | Einwohner | Jahr          | Einwohner |
| ---- | --------- | ------------- | --------- |
| 1840 | 2.599     | 1991          | 18.592    |
| 1871 | 3.732     | 1995          | 19.760    |
| 1900 | 4.901     | 2000          | 20.863    |
| 1910 | 5.249     | 2005          | 21.536    |
| 1925 | 6.754     | 2010          | 21.649    |
| 1939 | 7.934     | 2011 (Zensus) | 21.150    |
| 1950 | 12.313    | 2015          | 22.184    |
| 1961 | 13.360    | 2016          | 22.345    |
| 1970 | 15.545    | 2022          | 23.056    |
| 1987 | 17.294    | 2023          | 23.319    |

## Politik

### Stadtrat
| Stadtratswahl Weilheim 2020Wahlbeteiligung: 61,6 % 3020100 24,822,719,98,26,56,34,43,83,5 BfWaCSUGrüneSPDÖDPFWAfDWMhFDPGewinne und Verlusteim Vergleich zu 2014 %p 10 8 6 4 2 0 −2 −4 −6 −8−7,8−5,2+8,7−4,8+6,5−6,1+4,4+3,8+0,6BfWCSUGrüneSPDÖDPFWAfDWMFDPAnmerkungen:a Bürger für Weilheimh Weilheim Miteinander | Sitzverteilung im Stadtrat Weilheim 2020Insgesamt 30 Sitze - SPD: 2 - Grüne: 6 - ÖDP: 2 - WM: 1 - FW: 2 - BfW: 8 - FDP: 1 - CSU: 7 - AfD: 1 |

| Partei / Liste            | Wahl 2020 | Wahl 2020 | Wahl 2014 | Wahl 2014 | Wahl 2008 | Wahl 2008 | Wahl 2002 | Wahl 2002 |
| Partei / Liste            | %         | Sitze     | %         | Sitze     | %         | Sitze     | %         | Sitze     |
| ------------------------- | --------- | --------- | --------- | --------- | --------- | --------- | --------- | --------- |
| BfW (Bürger für Weilheim) | 24,8      | 8         | 32,6      | 10        | 42,9      | 13        | 26,1      | 8         |
| CSU                       | 22,7      | 7         | 27,9      | 8         | 31,3      | 9         | 45,0      | 14        |
| SPD                       | 8,2       | 2         | 13,0      | 4         | 11,1      | 4         | 17,2      | 5         |
| Freie Wähler/FW Weilheim  | 6,3       | 2         | 12,4      | 4         | –         | –         | –         | –         |
| Bündnis 90/Die Grünen     | 19,9      | 6         | 11,2      | 3         | 8,3       | 2         | 5,7       | 2         |
| FDP                       | 3,5       | 1         | 2,9       | 1         | 3,2       | 1         | 2,4       | –         |
| ÖDP                       | 6,5       | 2         | –         | –         | –         | –         | –         | –         |
| AfD                       | 4,4       | 1         | –         | –         | –         | –         | –         | –         |
| WM (Weilheim Miteinander) | 3,8       | 1         | –         | –         | –         | –         | –         | –         |
| UWV/BP                    | –         | –         | –         | –         | 3,2       | 1         | 3,6       | 1         |
| Gesamt                    | 100       | 30        | 100       | 30        | 100       | 30        | 100       | 30        |
| Wahlbeteiligung           | 61,6 %    | 61,6 %    | 56,6 %    | 56,6 %    | 63,4 %    | 63,4 %    | 66,1 %    | 66,1 %    |

### Bürgermeister
Erster Bürgermeister ist seit 2002 Markus Loth (BfW), zweite Bürgermeisterin ist Angelika Flock (CSU), dritter Bürgermeister ist Alfred Honisch (Bündnis 90/Die Grünen).

### Wappen
| | Blasonierung: „In Silber eine rote Burg mit drei Zinnentürmen, deren mittlerer höher ist, und offenem Tor mit goldenen Torflügeln.“ |
| Wappenbegründung: Die mehrtürmige Burg mit Zinnenmauer und offenem Tor ist ein heraldisches Stadtsymbol, das auf die Wehrhaftigkeit und den durch Stadtprivilegien herausgehobenen Status des Gemeinwesens verweist. Das älteste, 1261 erstmals belegte, aber wohl schon früher entstandene Stadtsiegel in Schildform zeigt einen Halbmond mit drei Sternen, deren Bedeutung unklar bleibt. Dies ist zugleich der früheste Nachweis Weilheims als „civitas“ (Stadt) mit eigenem Wappen. Das zweite, um 1340 entstandene Siegel, das in Abdrucken seit 1374 überliefert ist, enthält die dreitürmige Burg in nahezu unveränderter Form. Mitte des 17. Jahrhunderts wurde die Burg in einem Siegel erstmals in einen Schild gestellt. Die farbigen Abbildungen des Wappens seit dem 16. Jahrhundert stimmen mit dem Motiv auf den Siegeln überein. Ein Stempel aus dem 15. Jahrhundert enthielt ein flach liegendes S (Abkürzung für Sigillum/Siegel) am Beginn der Umschrift; die im 19. Jahrhundert entstandene Wappensage deutet dies dahingehend, dass über dem mittleren Turm der Burg eine Flamme stehe, die an die Eroberung der Burg Peißenberg durch die Weilheimer Bürger im Jahr 1388 erinnern soll. Das Wappen wurde der Stadt um 1320 von Kaiser Ludwig dem Bayer verliehen. Aus der Zeit davor zeigt ein Wappen auf der Nordseite des Rathauses einen Viertelmond mit drei Sternen. | |

### Städtepartnerschaften
Weilheim hat mit der französischen Stadt Narbonne eine Städtepartnerschaft. Diese entstand aus einer Begebenheit im Jahr 1965, als französische Pfadfinder aus Narbonne nahe Weilheim zelteten und dabei vom Hochwasser überrascht wurden. Weilheimer Bürger halfen und daraus entstanden freundschaftliche Kontakte in die französische Stadt, die mit dem Unterzeichnen einer Partnerschaftsurkunde 1971 in Narbonne und 1974 in Weilheim gefestigt wurden. Diese Partnerschaft wird auf Initiative und Organisation durch den Gewerbeverband Weilheim seit 1988 mit der „Französischen Woche“ an jedem ersten Juliwochenende des Jahres auf dem Weilheimer Marienplatz gefeiert. Alle zwei Jahre findet die „Bayerische Woche“ in der Partnerstadt in Narbonne statt. Die jeweiligen Feste werden durch entsprechende hochrangige Delegationen der jeweiligen Partnerstadt begleitet.
Ferner hat die Stadt eine Partnerschaft mit einem Minenjagdboot der deutschen Marine (Frankenthal-Klasse 332), das auf den Namen „Weilheim“ getauft wurde. Das gleichnamige Vorgängerboot (getauft 1958) kann im Marinemuseum in Wilhelmshaven besichtigt werden. Den Vorschlag für eine Schiffspatenschaft kam auf Anregung des damaligen Verteidigungsministers Franz Josef Strauß zustande und fand bei der Stadt großen Anklang. Einer der beiden Anker dieses Schiffes ist in der Nähe der alten Stadtmauer aufgestellt.

## Wirtschaft und Infrastruktur

### Allgemeines
Weilheim hat durch einige Stammsitze mittlerer Unternehmen eine geringe Arbeitslosigkeit. Darunter befinden sich die Bremicker Verkehrstechnik, ein bedeutender Hersteller für Verkehrszeichen. Ferner sitzt hier die WTW Wissenschaftlich-Technische Werkstätten GmbH. Das Unternehmen wurde 1945 von Karl E. Slevogt gegründet und ist heute ein weltweit tätiger Hersteller von Produkten für die Wasseranalytik. Die Firma Zarges wurde 1933 in Stuttgart als erstes Leichtmetallbau-Unternehmen in Europa gegründet und zog vor Kriegsbeginn nach Weilheim um. K&L Ruppert war ein bedeutendes Unternehmen für Textilhandel in Süddeutschland. Der Kreisboten-Verlag Mühlfellner hat hier seinen Sitz. Der seit 1879 bestehende Dachsbräu ist die letzte Weilheimer Brauerei.
Im Südwesten der Stadt liegt das Gewerbe- und Industriegebiet Trifthof mit zahlreichen Geschäften und Großhändlern. Nördlich befinden sich Industrieansiedlungen im Gewerbegebiet Öferl und Paradeis, im Süden in direkter Nachbarschaft von Polling das vergleichsweise junge Areal Achalaich.
In Lichtenau, 3,5 km südwestlich der Erdfunkstelle Raisting, liegt die Satelliten-Bodenstation Weilheim des Deutschen Zentrums für Luft- und Raumfahrt.

### Verkehr

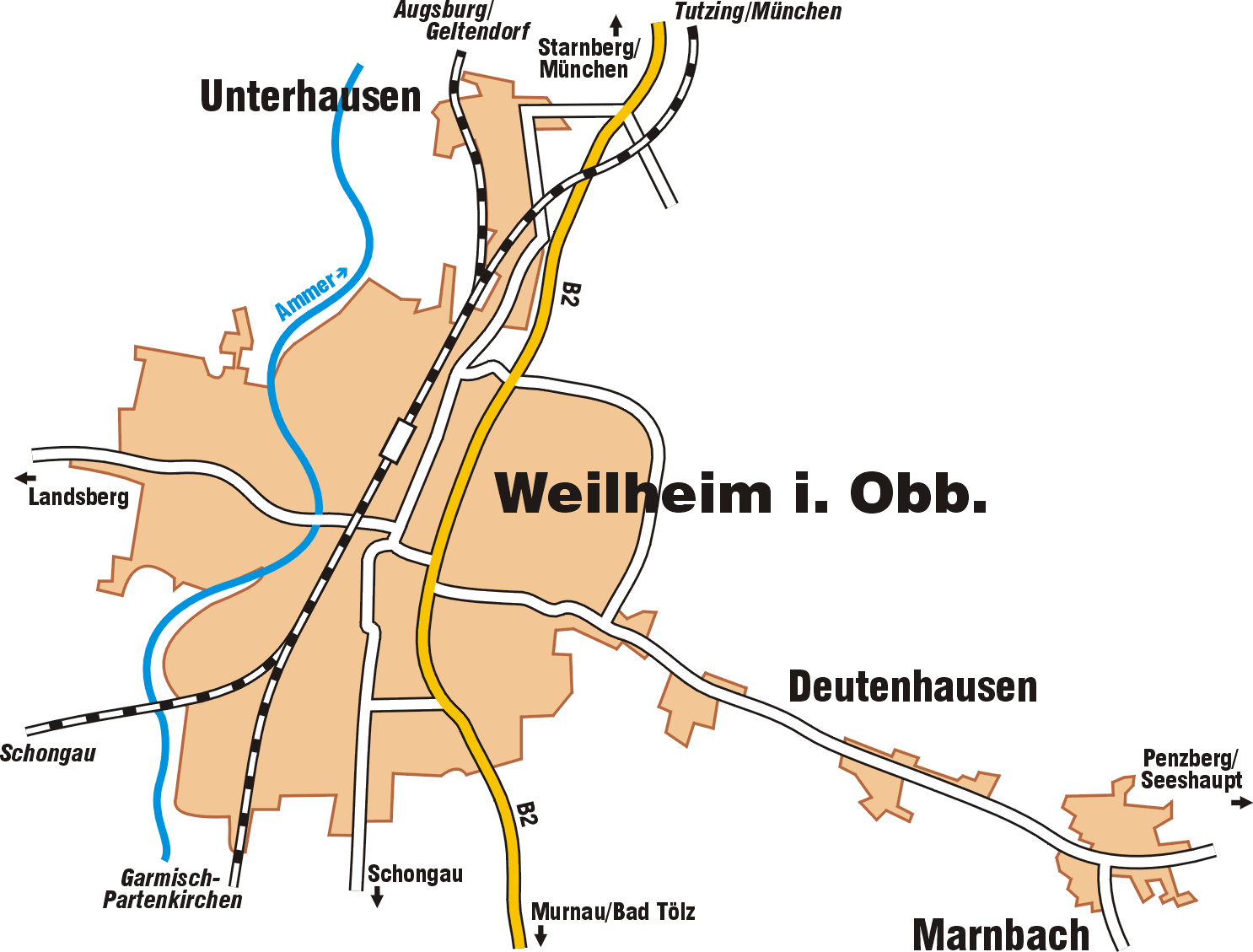
Übersichtsplan von Weilheim

Der Bahnhof Weilheim (Oberbay) bildet einen Eisenbahnknotenpunkt mit fünf Bahnsteigen. Er liegt an der elektrifizierten Bahnstrecke von München über Garmisch-Partenkirchen nach Mittenwald und Innsbruck. Weilheim ist ferner Ausgangspunkt für die als Pfaffenwinkelbahn bezeichnete Strecke über Peißenberg nach Schongau sowie die Ammerseebahn über Geltendorf nach Mering und Augsburg. Der Regelbetrieb der Ammersee- bzw. Pfaffenwinkelbahn und zwischen Weilheim und Garmisch wird im Stundentakt gefahren. Der Regelbetrieb zwischen Weilheim und München entspricht einem Halbstundentakt. Expresszüge zwischen München und Mittenwald (nur mit Halt in München-Pasing, Weilheim, Murnau, Garmisch und Klais) zu den Berufsverkehrzeiten morgens sowie abends sorgen für zusätzliche Entlastung. Außerdem besteht Anschluss an regelmäßige ICE-Verbindungen Richtung München Hauptbahnhof sowie Garmisch-Partenkirchen. Der Bahnhof wurde am 1. Februar 1866 in Betrieb genommen. Das im Baustil an Tutzing und Starnberg angelehnte Empfangsgebäude aus der Blütezeit der Königlich Bayerischen Staatseisenbahnen wurde während des Zweiten Weltkrieges durch einen Luftangriff nahezu vollständig zerstört und anschließend durch einen der Nachkriegszeit entsprechenden, schlichten Zweckbau ersetzt.
Die Bundesstraße 2 führt über Starnberg nach München. Nach Süden führt diese via Murnau weiter nach Garmisch-Partenkirchen. Sie heißt hier auch Olympiastraße, weil sie anlässlich der Olympischen Winterspiele 1936 in Garmisch-Partenkirchen zweistreifig fertiggestellt wurde. Die Bundesstraße 472 führt nur wenige Kilometer südlich der Stadt von Schongau kommend Richtung Bad Tölz. Die nächste Autobahnanschlussstelle ist Seeshaupt an der A 95, etwa 20 Kilometer östlich.
Seit dem Beitritt des Landkreises Weilheim-Schongau zum Münchner Verkehrs- und Tarifverbund am 1. Januar 2025 sind die Züge am Bahnhof Weilheim mit dem Tarif des MVV nutzbar. Weilheim befindet sich in der MVV-Tarifzone 6. Für die Fahrt in die Münchner Innenstadt benötigt man eine Einzelfahrkarte für die Zonen M bis 6 oder 8 Streifen auf der Streifenkarte.
Ebenfalls werden dann sämtliche Busverbindungen in Weilheim mit dem Tarif des MVV nutzbar sein. Ebenfalls werden die Busverbindungen dann auch neu nummeriert und fahren unter folgendem Schema:
| MVV-Linie | Bisherige RVO Linie | Linienverlauf                                                | Verkehrsunternehmen |
| --------- | ------------------- | ------------------------------------------------------------ | ------------------- |
| 911       | 1                   | StadtBus Weilheim West                                       | Stadtwerke Weilheim |
| 912       | 2                   | StadtBus Weilheim Ost                                        | Stadtwerke Weilheim |
| 913       | 3                   | StadtBus Weilheim Süd                                        | Stadtwerke Weilheim |
| 914       | 4                   | StadtBus Weilheim Nord                                       | Stadtwerke Weilheim |
| 931       | 9651                | Weilheim – Peißenberg – Steingaden – (Füssen)                | RVO                 |
| 932       | 9602                | Weilheim – Marnbach – Eberfing – Weilheim                    | RVO                 |
| 933       | 95 9650             | Weilheim – Raisting – Dießen am Ammersee                     | RVO                 |
| 934       | 9654                | Weilheim – Obersöchering – Penzberg                          | RVO                 |
| 935       | 9655                | Weilheim – Seeshaupt – Penzberg                              | RVO                 |
| 936       | 9656                | Weilheim – Peißenberg – Hohenpeißenberg – Peiting – Schongau | RVO                 |
| 937       | 9600                | Weilheim – Wielenbach – Tutzing                              | RVO                 |
| 952       | LVG 21 9652         | Weilheim – Wessobrunn – Rott – Landsberg am Lech             | RVO                 |
| 953       | 9653                | Weilheim – Wielenbach – Wilzhofen – Pähl – Herrsching        | RVO                 |
| 9601      | 9601                | Weilheim – Huglfing – Murnau                                 | RVO                 |

### Öffentliche Einrichtungen
Als Eisenbahnknotenpunkt verfügt Weilheim über zahlreiche Schulen: Es befinden sich zwei Grundschulen (Ammerschule und Hardtschule) in der Stadt, eine Mittelschule (Wilhelm-Conrad-Röntgen-Hauptschule), eine Wirtschaftsschule (Wirtschaftsschule Oberbayern), eine Realschule sowie ein Gymnasium (je ohne eigenen Namen) und eine Berufsschule. Der zweite Bildungsweg ist mit einer Fachober- und Berufsoberschule vertreten.
Ferner hat Weilheim eine Landwirtschaftsschule, eine Förderschule, eine Volkshochschule sowie das Berufsbildungs- und Technologiezentrum der Handwerkskammer München.
Die staatlichen und kommunalen Einrichtungen und Ämter von Weilheim sind Stadtmuseum, Rathaus, Kreisjugendring, Landratsamt, Volkshochschule, Bibliothek, Musikschule, Stadttheater, Amt für Ernährung, Landwirtschaft und Forsten, Staatliches Bauamt, Wasserwirtschaftsamt, Polizeiinspektion, Amtsgericht, Finanzamt, Vermessungsamt, Zollamt, Arbeitsamt mit BIZ (Berufsinformationszentrum) sowie eine Kammer des Arbeitsgerichts München. Das Gefängnis wurde in den 1980er-Jahren aufgelöst und in die städtische Musikschule umgewandelt.
|  | 1. Stadtmuseum 2. Rathaus 3. Kreisjugendring 4. Landratsamt 5. Volkshochschule 6. Bibliothek 7. Musikschule 8. Stadttheater 9. Finanzamt 10. Vermessungsamt |

### Sport
Das Sportleben in Weilheim wird überwiegend von den Vereinen bestritten, darunter der TSV 1847 Weilheim mit gut 4300 Mitgliedern und seiner langen traditionsreichen Geschichte in einer führenden Position. In über 20 Abteilungen kann man die verschiedensten Sportarten ausüben, von Freizeit- bis zu Leistungssportarten. Die Fußballmannschaft des Vereins spielt in der Kreisklasse und die Männer- und Frauenhandballer spielten in der Vergangenheit mehrere Jahre in der bayerischen Landesliga (5. Liga). Daneben gibt es kleinere Vereine wie den POST SV Weilheim, den ESV Weilheim, den Svl Weilheim und die Sportvereine der einzelnen Gemeindeteile. Der Schachklub Weilheim ist 2017 in die 2. Bundesliga aufgestiegen. Der Alpenverein und die Naturfreunde bieten ebenfalls Möglichkeiten zur sportlichen Betätigung an. Die größte Kletterhalle des bayerischen Oberlands mit ca. 800 m² Kletterfläche befindet sich in der Kreisstadt. In Weilheim gibt es einen Tennisclub und drei kommerzielle Anbieter von Tennis, Squash und Badminton. Ebenfalls in den kommerziellen Bereich fallen mehrere Tanz- und Ballettstudios wie die Klangfabrik, Taumtanz, Suse Ryck und Christine Reiner. Außerdem gibt es viele Spiel- und Bolzplätze im ganzen Stadtgebiet verteilt. Auch ein kleines Fußballstadion, ein Platz für Pétanque und eine BMX-Bahn sind vorhanden. Ein Naturfreibad am Dietlhofer See und ein Hallenbad in der Jahnstraße laden zum Baden ein, zahlreiche Wander- und Radwege sowie Inlineskatetouren runden das breite Angebot ab.

### Tourismus
Seit 2004 verfügt die Stadt über einen Wohnmobilstellplatz an der Ammerschule. Historische Bedeutung für den Tourismus in Weilheim hat u. a. das Radwandern. Ein durch die Stadt veröffentlichter Imagefilm präsentiert Weilheim auf YouTube.

## Kultur und Sehenswürdigkeiten

### Musik
Die Gegend in und um Weilheim ist die Geburtsstätte vieler Bands der Indie-Szene. Als Beispiele seien The Notwist, 13 & God, Tied & Tickled Trio, Console, Technical Yawn und Lali Puna genannt. Der international renommierte Jazzmusiker Johannes Enders kommt ebenfalls aus Weilheim.
Das politisch-satirische Kabarett „Zeit-Lupe“, das deutschlandweit auftritt und von Harald Gandt 1998 gegründet wurde, ist in Weilheim beheimatet. Die alte Weilheimer Vollzugsanstalt wurde als Musikschule um- und ausgebaut.
Als Klassiker wirkte der komponierende Mozartzeitgenosse Anton Koppaur (1745–1804), ein Weilheimer mit dem Hauptberuf Stadtschreiber. Das Kammerorchester Weilheim ist mit klassischer Musik seit über 40 Jahren mit einem Frühjahrs- und Herbstkonzert präsent. Das Kammerorchester Weilheim ist Kulturpreisträger der Jahre 1998 und 2010 (für die Mitwirkung bei der „Weilheimer Passion“). Seit 2017 veranstaltet das Kammerorchester Weilheim zusätzlich regelmäßig sogenannte Kinderkonzerte für Grundschüler. 2019 nahmen daran über 1400 Kinder in 4 Aufführungen teil.
Das Gymnasium Weilheim erlangt mit seiner Big Band überregionale Bekanntheit und gibt jährlich mehrere Konzerte.
Im Mai 2012 war Weilheim Austragungsort des 11. Bayerischen Landesmusikfestes.

### Bauwerke

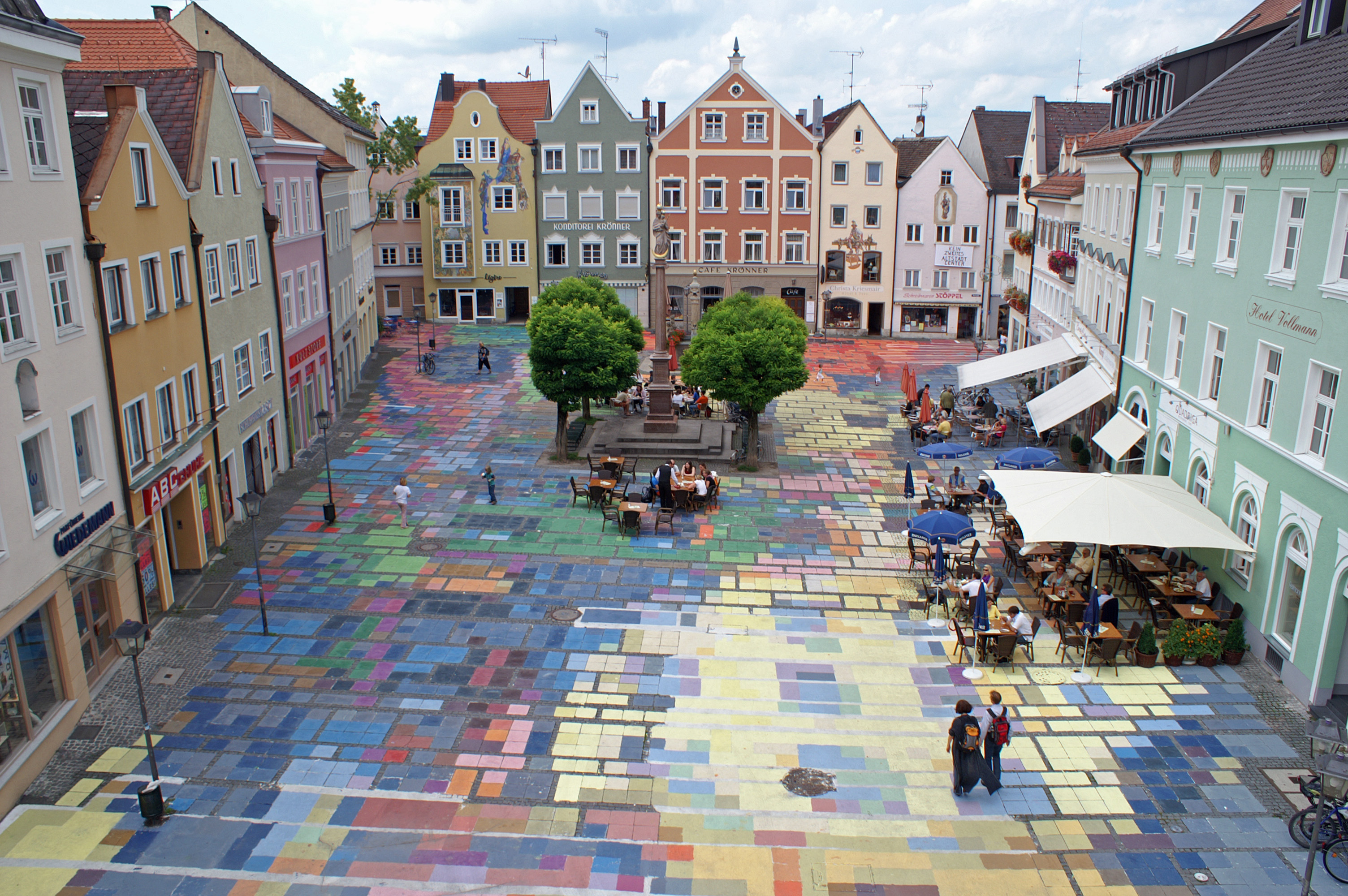
Bemalter Marienplatz im Sommer 2008

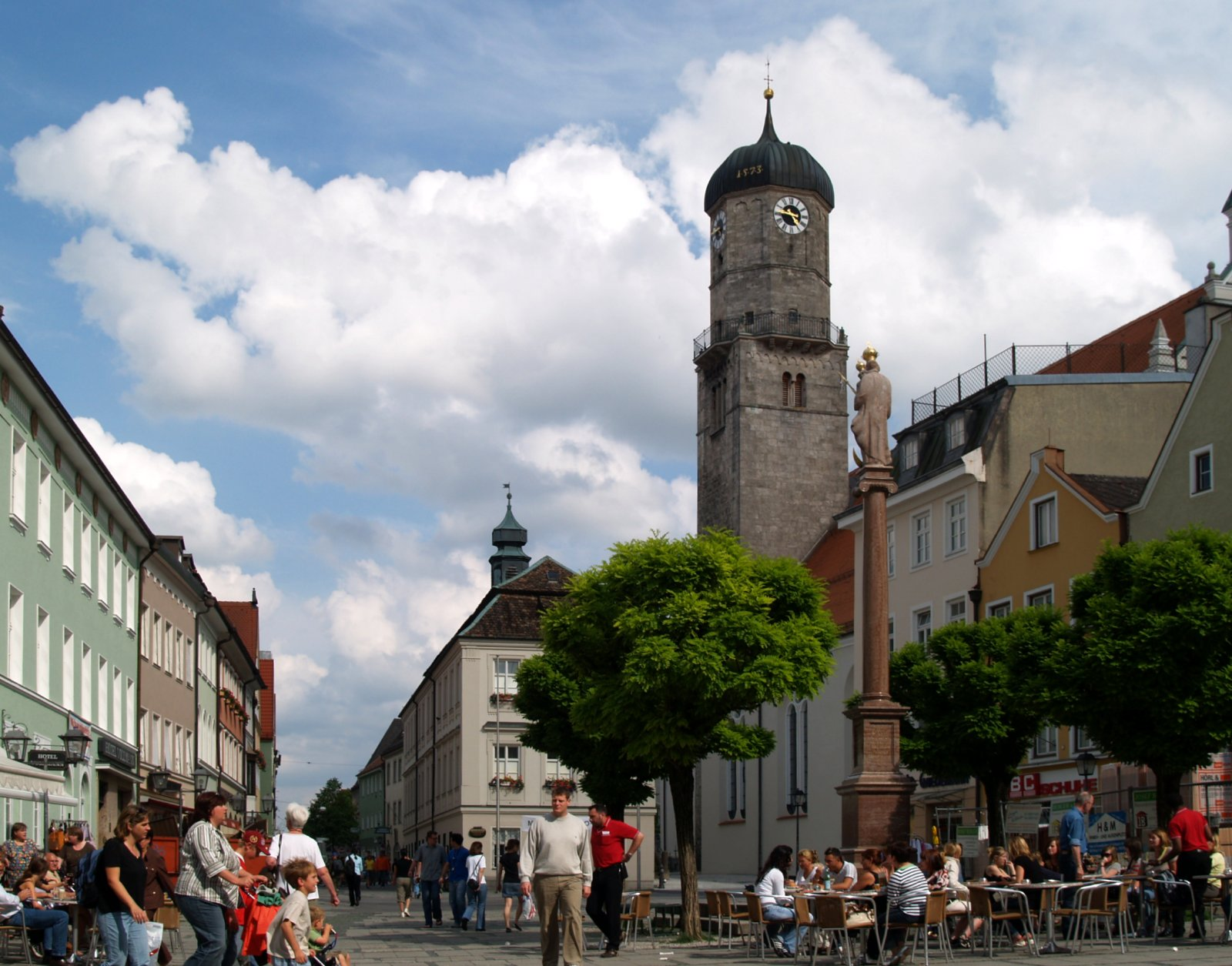
Marienplatz in Weilheim

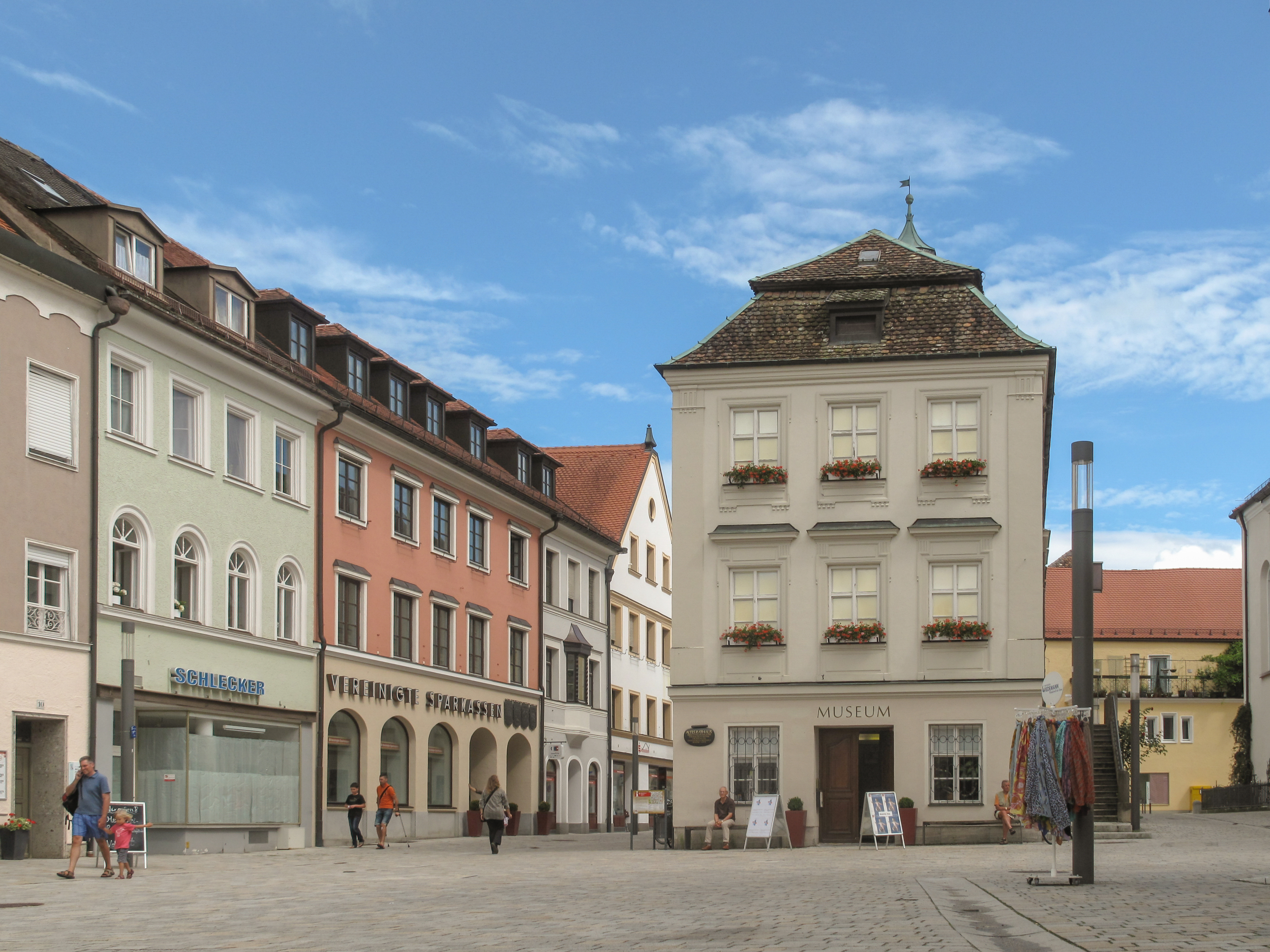
Stadtmuseum im Alten Rathaus vom Marienplatz

Die Stadtmauer und der heute als Park zugängliche Stadtgraben sind in Teilen erhalten. Kriegszerstörungen gab es mit Ausnahme der Bombardierung des Bahnhofes nicht. Das Stadtmuseum, auch Museum des Pfaffenwinkels genannt, befindet sich im alten Rathaus am Marienplatz. Das Museum gibt es schon seit 1882, der Umzug in die jetzigen Gebäude erfolgte 1966. Ausstellungsstücke sind im Wesentlichen Skulpturen, Möbel und Handwerk, Malerei, Exponate aus der Vor- und Frühgeschichte der Region und dem Brauchtum. Auch eine Jahreskrippe und zwei original eingerichtete bäuerliche Schlafzimmer sind ausgestellt. Im Foyer des Museums finden Ausstellungen mit wechselnden Künstlern statt.
Eines der Schmuckstücke der Stadt ist die im Stil des Manierismus, im Übergang von der Renaissance zum Barock, erbaute Stadtpfarrkirche Mariä Himmelfahrt von Hans Krumpper, mit Stuck der Wessobrunner Schule und Fresken von Elias Greither dem Älteren, die als Inkunabel barocker Deckenmalerei in Süddeutschland gelten. Die Kirche beherbergt Deutschlands größte Barockmonstranz, die Wurzel-Jesse-Monstranz von Joseph Anton Kipfinger. Am Marienplatz, dem zentralen Punkt der Stadt, steht eine Marienfigur auf der Mariensäule, die von Ignaz Degler errichtet wurde. Außerdem gibt es die Friedhofskirche St. Salvator und Sebastian mit Fresken aus dem Jahre 1441. Die Spitalkirche Heilige Dreifaltigkeit mit dem Bürgerheim wurde 1826/27 im klassizistischen Stil nach Plänen des Architekten Leonhard Schmidtner errichtet.
Das Weilheimer Tagblattgebäude ist ein bedeutendes Gesamtkunstwerk des BMW Werks-Architekten Eduard Herbert, der Partner im Büro von Prof. O. O. Kurz & Herbert aus München war. Mit den Bildern und Verzierungen des bedeutenden Werdenfelser Freskenmalers Heinrich Bickel und den Wandgemälden des Mindelheimer Kunstmalers Max Beringer in der Zeitungsverkaufshalle wurde es unter dem prägenden Einfluss des Weilheimer Stadtbaumeisters Moritz Glück zu einem zentralen, stadtbildprägenden Gebäude am ehemaligen Schmiedtor umgestaltet.
Das durch Abbruch akut bedrohte Gebäude zählt als überregional bedeutendes Beispiel der Münchner Architekturschule zwischen Tradition und neuer Sachlichkeit der frühen Moderne. Ein fundierter Denkmalantrag der BauKulturfreunde Weilheim wurde vom Generalkonservator Mathias Pfeil 2015 abgelehnt.
Schloss Hirschberg, im gleichnamigen Weilheimer Gemeindeteil Hirschberg am Haarsee gelegen, wurde 1909 nach Plänen von Carl Hocheder im Jugendstilbarock vollendet. Nach wechselvoller Nutzung, unter anderem als Gästehaus des Reichsaußenministeriums im Zweiten Weltkrieg und danach für den Bundesnachrichtendienst, befindet sich das Schloss im Privateigentum.

### Regelmäßige Veranstaltungen
Wichtige Veranstaltungen sind die vom Gewerbeverband Weilheim seit 1988 jährlich veranstaltete „Französische Woche“ am ersten Juliwochenende, das Weilheimer Volksfest von Christi Himmelfahrt bis Pfingstmontag, die vom Verein Vita e Cultura Italiana Weilheim e. V. seit 2007 am ersten Septemberwochenende veranstaltete „Italienische Woche“ und die Oberland-Ausstellung im Zwei-Jahres-Rhythmus Anfang Oktober. Am letzten September Wochenende gastiert die größte Elektroauto-Rallye eRUDA auf dem Marienplatz. Weiter gibt es fünf große Märkte über das Jahr verteilt. Diese sind der Gallimarkt (zweiter Sonntag im Oktober), der Andreasmarkt (letzter Sonntag im November), der Weihnachtsmarkt (in der ersten Adventswoche), der Palmmarkt (am Sonntag vor dem Palmsonntag) und der Johannimarkt (letzter Junisonntag).

### Kulinarische Spezialitäten
Früher besaß Weilheim mit dem Bräuwastl eine Brauerei mit überregionaler Bedeutung. Darüber hinaus wurde in der Oberen Stadt beim Oberbräu Bier hergestellt. Heutzutage konnte sich der Dachsbräu als einzige Brauerei durchsetzen. Besonders sein obergäriges Weißbier ist weit über die Landesgrenzen hinaus bekannt.

## Persönlichkeiten
Laut Gemeindesatzung kann die Stadt Weilheim an besonders verdiente Persönlichkeiten eine Bürgermedaille, den Goldenen Ehrenring der Stadt oder das Ehrenbürgerrecht verleihen. Voraussetzungen für die Verleihung der Bürgermedaille ist ein verdienstvolles Wirken für das Wohl oder Ansehen der Stadt und der Bürgerschaft. Für besondere Leistungen auf den Gebieten der Kunst und Wissenschaft, der Wirtschaft, des Sozialwesens oder des öffentlichen Lebens verleiht die Stadt den Goldenen Ehrenring, wenn dadurch das Wohl oder das Ansehen der Stadt gemehrt wurde. Außerdem wird hier ein Kulturpreis, ein Literaturpreis durch das Gymnasium, ein Ludwig-Pütrich-Preis für großherzige Zuwendungen an die Stadt, ein Sozialpreis und ein Umweltpreis verliehen.

### Ehrenbürger
Die größte Auszeichnung der Stadt ist das Ehrenbürgerrecht, das für außerordentliche Verdienste um die Stadt und ihre Bürger sowie für hervorragende Leistungen auf den Gebieten der Kunst und Wissenschaft, der Wirtschaft, des Sozialwesens oder des öffentlichen Lebens verliehen wird. Die Stadt achtet außerdem darauf, dass es nie mehr als 25 der so geehrten Persönlichkeiten zur gleichen Zeit gibt.
| Person                  | verliehen im Jahr | Sonstiges |
| ----------------------- | ----------------- | --- |
| Karl August Böhaimb     | 1882              | Stadtpfarrer, Weilheimer Chronist, * 24. August 1816 in Augsburg, † 10. November 1886 in Weilheim                                                                             |
| Andreas Schmidtner      | 1888              | |
| Joseph May              | 1891              | |
| Wilhelm Conrad Röntgen  | 1909              | Entdecker der nach ihm benannten Strahlen. Er vererbte sein Vermögen der Stadt und hatte hier ein Jagdhaus in der Krottenkopfstr. 5 angrenzend an sein Jagdrevier „Am Gögerl“ |
| Franz Ritter von Hipper | 1916              | geboren in Weilheim, der letzte Oberbefehlshaber der Hochseeflotte der Kaiserlichen Marine im Ersten Weltkrieg. Nach ihm ist auch eine Straße in der Innenstadt benannt.      |
| Eusebius Weber          | 1921              | Altbürgermeister |
| Max Boegler             | 1925              | |
| Johann Miller           | 1929              | Feuerwehrkommandant |
| Johann Rid              | 1946              | Er lebte von 1876 bis 1966, war Lehrer, Stadtarchivar und Weilheimer Chronist                                                                                                 |
| Johann Bauer            | 1988              | Altbürgermeister, im Amt von 1958 bis 1988 |
| Klaus Rawe              | 2002              | Altbürgermeister, im Amt von 1988 bis 2002 |

### Söhne und Töchter der Stadt
- Konrad V. Ayrenschmalz (≈1425–1492), Abt des Benediktinerklosters Tegernsee
- Hans Krumpper (≈1570–1634) Bildhauer, Stuckateur, Schöpfer der „Patrona boiariae“ an der Münchner Residenz
- Georg Petel (1601/02–1634), Bildhauer, genannt „der teutsche Michelangelo“
- Leonhard Schmidtner (1800–1873), Architekt
- Franz von Hipper, seit 1916 Ritter von Hipper (1863–1932), Marineoffizier, zuletzt Admiral in der Kaiserlichen Marine im Ersten Weltkrieg
- Josef Huggenberger (1885–1945), Archivar
- Philipp Kremer (1886–1965), Ingenieur und Hochschullehrer
- Willi Schmid (1893–1934), Musikkritiker und Lyriker sowie Opfer des sogenannten Röhm-Putsches
- Max Gossner (1894–1973), Jagdpilot im Ersten Weltkrieg, Offizier im Zweiten Weltkrieg, Ministerialrat in der Bundesrepublik Deutschland
- Joseph Panholzer (1895–1973), Politiker (BP, BSP), bayerischer Staatssekretär, MdL, Parteivorsitzender von Bayernpartei und BSP
- Hermann Berchtold (1899 – n. 1945), Offizier und SA-Führer, zuletzt im Rang eines SA-Gruppenführers
- Wilhelm Emanuel Süskind (1901–1970), Autor und Journalist
- Erica Schwarz (1905–1983), Schriftstellerin
- Klaus Heinloth (1935–2010), Physiker und Hochschullehrer
- Helmut Knözinger (1935–2014), Physikochemiker und Hochschullehrer
- Robert Maximilian Helmschrott (* 1938), Komponist
- Herbert Mayr (* 1947), Chemiker und Hochschullehrer
- Franz Xaver Ohnesorg (1948–2023), Kulturmanager
- Walter Dorsch (* 1949), Mediziner
- Karl Flock (* 1953), Everest-Besteiger
- Franz Schöbel (* 1956), Skilangläufer
- Helmut Hornung (* 1959), Autor (Deutscher Jugendliteraturpreis), Vorsitzender der Volkshochschule Weilheim
- Markus Huttner (1961–2006), Historiker
- Ulrich Huttner (* 1965), Althistoriker
- Christine Singer (* 1965), Politikerin (Freie Wähler) und Landwirtin
- Markus Acher (* 1967), Sänger, Gitarrist und Komponist
- Johannes Enders (* 1967), Jazzsaxophonist
- Richard Oehmann (* 1967), Autor, Musiker und Puppenspieler
- Martin Gretschmann, Musiker
- Markus Loth (* 1968), Politiker, Bürgermeister Weilheims
- Micha Acher (* 1971), Musiker
- Katja Huber (* 1971), Schriftstellerin
- Bernhard Bayer (* 1979), Schachspieler
- Andreas Görlitz (* 1982), Fußballnationalspieler und Musiker
- Sebastian Betz (* 1985), Basketballspieler
- Fanny Chmelar (* 1985), Skirennläuferin
- Caja Schöpf (* 1985), Freestyle-Skifahrerein
- Felix von Bredow (* 1986), Schauspieler
- Florian Hechenrieder (* 1986), Eishockeytorwart
- Maximilian Prüfer (* 1986), Konzeptkünstler
- Julian Pajzs (* 1987), Jazzmusiker und Filmkomponist
- Maximilian Nagl (* 1987), Motocross-Sportler
- Thomas Müller (* 1989), Fußballnationalspieler und Weltmeister
- Ferdinand Oswald (* 1990), Fußballtorwart
- Dominik Bittner (* 1992), Eishockeyspieler
- Max Arsava (* 1995), Jazzmusiker
- Simon Mayr (* 1995), Eishockeyspieler
- Ludwig Wandinger (* 1995), Jazz- und Improvisationsmusiker
- Felix Weber (* 1995), Fußballspieler
- Roman Kechter (* 2004), Eishockeyspieler
- Rudolf Wiesmeier, Filmproduzent und Umweltunternehmer
- Raphael Ott (* 2005), Fußballspieler

### Weitere mit der Stadt verbundene Persönlichkeiten
- Hesseloher Hans (ca. 1420 – ca. 1466) Weilheimer Landrichter und Volksdichter/sänger
- Johannes Aelbl (1552–ca. 1621), Theologe[55][56][57] Verfasser der „Weilheimer Passion“
- Hans Degler (1564–1635), Bildhauer
- Edmund Kammel (1846–1914), Apotheker und Tourenbuchautor für Radfahrer
- Alfred Kremer (1895–1965), Maler
- Hans Karl von Mangoldt-Reiboldt (1896–1971), Jurist, Bankier und Manager, deutscher Botschafter bei der OEEC, lebte mit seiner Ehefrau Ursula von Mangoldt-Reiboldt auf seinem Gut in Weilheim.
- Friedrich Denk (* 1942), Schriftsteller und Kritiker der Rechtschreibreform, war Gymnasiallehrer in Weilheim
- Michael Holm (* 1943), Musiker und Sänger, lebt und arbeitet in Weilheim
- Walter Grasskamp (* 1950), Autor und Professor für Kunstgeschichte, lebt in Weilheim
- Christian Freiherr von Mauchenheim gen. Bechtolsheim (* 1960), Unternehmer und ehemaliger Botschafter des Malteserordens, lebt mit seiner Familie auf Gut Schörghof oberhalb von Weilheim
- Mario Thaler, Musikproduzent und Tonstudiobetreiber
- Iris Hundertmark (* 1974), Inhaberin einer Apotheke in Weilheim
- Christian Lübbers (* 1977), HNO-Arzt mit Praxis in Weilheim

## Sonstiges
Weilheim ist die Geburtsstätte der Fernwähltechnik. Am 16. Mai 1923 wurde hier die erste Netzgruppe mit Selbstwählferndienst eingerichtet und somit der erste Schritt hin zu einem ortsnetzübergreifenden Telefonnetz ohne menschliche Vermittlungsdienste getan.
In Weilheim gab es eine der ersten nicht-klösterlichen Apotheken Bayerns, die 1561 eröffnet wurde; an ihrer Stelle steht heute die Stadtapotheke. Die vom ehemaligen Weilheimer Gartenbauvorstand Matthias Markl gezüchtete Apfelsorte „Roter Weilheimer“ trägt den Stadtnamen; sie ist eine Kreuzung von Roter Berlepsch und Roter Eiser.